# Кубок Испании по футболу 1992/1993
Кубок Испании по футболу 1992/1993 — 89-й розыгрыш Кубка Испании по футболу выиграл Реал Мадрид. Этот кубок стал семнадцатым в истории команды.
Соревнование прошло в период со 23 августа 1992 по 26 июня 1993 года.

## Результаты матчей

### 1/4 финала
| Команда 1       | Итог | Команда 2     | 1-й матч | 2-й матч |
| --------------- | ---- | ------------- | -------- | -------- |
| Вильярреал      | 1:8  | Валенсия      | 1:2      | 0:6      |
| Реал Мадрид     | 5:4  | Реал Сосьедад | 4:0      | 1:4      |
| Реал Вальядолид | 1:6  | Барселона     | 1:3      | 0:3      |
| Реал Сарагоса   | 3:2  | Реал Овьедо   | 1:1      | 2:1      |

### 1/2 финала
| Команда 1   | Итог | Команда 2     | 1-й матч | 2-й матч |
| ----------- | ---- | ------------- | -------- | -------- |
| Реал Мадрид | 3:2  | Барселона     | 1:1      | 2:1      |
| Валенсия    | 3:4  | Реал Сарагоса | 1:1      | 2:3      |

### Финал
| 26 июня, 1993 год         | \| Реал Мадрид \| 2:0 \| Реал Сарагоса \| \| Бутрагеньо 29′ · Ласа 78′ \| Голы \| \| | Луис Касанова, Валенсия Зрителей: 42 000 |
| Реал Мадрид               | 2:0                                                                                  | Реал Сарагоса                            |
| Бутрагеньо 29′ · Ласа 78′ | Голы                                                                                 |                                          |